# Federación de partidos (España)
Una federación de partidos en España es una organización constituida a partir de la unión de distintos partidos políticos formalizada en el registro de partidos políticos del Ministerio del Interior. Son uniones creadas con vocación de permanencia en el tiempo, y permiten la presentación de candidaturas conjuntas en cualquier proceso electoral español al amparo de la Ley de Partidos Políticos.

Artículo 44

1. Pueden presentar candidatos o listas de candidatos:
a) Los partidos y federaciones inscritos en el registro correspondiente.
b) Las coaliciones constituidas según lo dispuesto en el apartado siguiente.
c) Las agrupaciones de electores que reúnan los requisitos establecidos por las disposiciones especiales de la presente Ley.
2. Los partidos y federaciones que establezcan un pacto de coalición para concurrir conjuntamente a una elección deben comunicarlo a la Junta competente, en los diez días siguientes a la convocatoria. En la referida comunicación se debe hacer constar la denominación de la coalición, las normas por las que se rige y las personas titulares de sus órganos de dirección o coordinación.
3. Ningún partido, federación, coalición o agrupación de electores puede presentar más de una lista de candidatos en una circunscripción para la misma elección. Los partidos federados o coaligados no pueden presentar candidaturas propias en una circunscripción si en la misma concurren, para idéntica elección, candidatos de las federaciones o coaliciones a que pertenecen.

4. En todo caso, los partidos políticos, las federaciones o coaliciones de partidos, y las agrupaciones de electores no podrán presentar candidaturas que, de hecho, vengan a continuar o suceder la actividad de un partido político declarado judicialmente ilegal y disuelto, o suspendido. A estos efectos, se tendrá en cuenta la similitud sustancial de sus estructuras, organización y funcionamiento, de las personas que los componen, rigen, representan, administran o integran cada una de las candidaturas, de la procedencia de los medios de financiación o materiales, o de cualesquiera otras circunstancias relevantes que, como su disposición a apoyar la violencia o el terrorismo, permitan considerar dicha continuidad o sucesión.

## Diferencia entre federaciones y coaliciones
Las federaciones de partidos y las coaliciones son las dos vías existentes en España para que diversos partidos políticos puedan colaborar a nivel electoral. Ahora bien, ambas figuras presentan importantes diferencias.
Así, las federaciones de partidos son constituidas entre diversos partidos con vocación de permanencia, teniendo personalidad jurídica propia y contando con unos Estatutos propios (requiriendo para su creación ser inscritas ante en el Registro de partidos del Ministerio del Interior). Por otro lado, las coaliciones son creadas por diversos partidos para concurrir a una convocatoria electoral en concreto, teniendo estas carácter temporal (no tienen personalidad juridica, y no se incriben en un registro oficial sino que se formalizan como un mero acuerdo ante la junta electoral correspondiente).
Estas diferencias tienen varias consecuencias jurídico-organizativas, como por ejemplo:
- Las federaciones se rigen por unos estatutos, mientras las coaliciones se rigen por un acuerdo electoral que se extingue una vez celebrada la elección concreta.
- Las federaciones cuentan con una estructura orgánica y directiva definidas (presidentes, secretarios...), mientras que las coaliciones suelen contar únicamente con portavoces conjuntos (sin un rol orgánico).
- Las federaciones pueden contar con afiliados propios (y no únicamente afiliados a los partidos integrantes de la misma, como ocurre en las coaliciones).
- Las federaciones cuentan con presupuestos y personalidad jurídica independientes, lo que no ocurre en las coaliciones.
- Las federaciones pueden integrarse junto a otros partidos y federaciones en una coalición electoral (las coaliciones no pueden integrarse en otras coaliciones).

## Federaciones de partidos con representación parlamentaria
A continuación se muestra una tabla con las federaciones de partidos con representación en las Cortes Generales en la XV legislatura (deben diferenciarse de los partidos políticos, no incluidos en esta tabla):
| Nombre | Nombre              | Diputados | Senadores |
| ------ | ------------------- | --------- | --------- |
|        | Euskal Herria Bildu | 6         | 5         |
|        | Izquierda Unida     | 5         | 0         |
|        | Coalición Canaria   | 1         | 1         |
|        | Més-Compromís       | 1         | 1         |